# Aquae Arnemetiae
Aquae Arnemetiae bylo městečko v římské provincii Británie, které založili u přírodních teplých pramenů. V současnosti se tamější město jmenuje Buxton a leží v anglickém hrabství Derbyshire, asi 30 km jihovýchodně od Manchesteru.

## Název a jeho původ
Aquae Arnemetiae znamená „vody Arnemetiiny“. Arnemetia byla římsko-britská bohyně posvátného háje (její jméno je keltského původu, složené ze slov " posvátný háj").
Název města byl zaznamenán v podobě Aquis Arnemetie v seznamu ravennské Kosmografie, který vypočítává všechna známá místa na světě kolem roku 700. Zápis je uveden mezi místy, se kterými město mělo silniční spojení: Nauione (římská pevnost Navio ve vesnici Brough), Zerdotalia (Ardotalia, později nazývaná pevnost Melandra, poblíž města Glossop) a Mantio (Manchester).

## Římské osídlení

### Město
Toto město navštívil císař Hadrianus v roce 122 při cestě do Wroxeteru (Shrewsbury).
V roce 1787 major Hayman Rooke vykopal v této lokalitě dlouhý úsek římských městských hradeb. Rooke v té době zaznamenal podrobnosti o základech starověkého chrámuu ve stejné oblasti, odkud byl výhled na lázně a prameny. Chrám byl zasvěcen vodnímu božstvu zvanému Arnemetia. Na pravoúhlém pódiu byla umístěna svatyně vpředu se sloupovým portikem. Římský půdorys trhu macellum (krytý trh s centrálním atriem) a podlahové mozaiky byly zdokumentovány v roce 1860, a to na západní straně buxtonského tržiště, v blízkosti Fountain Street.

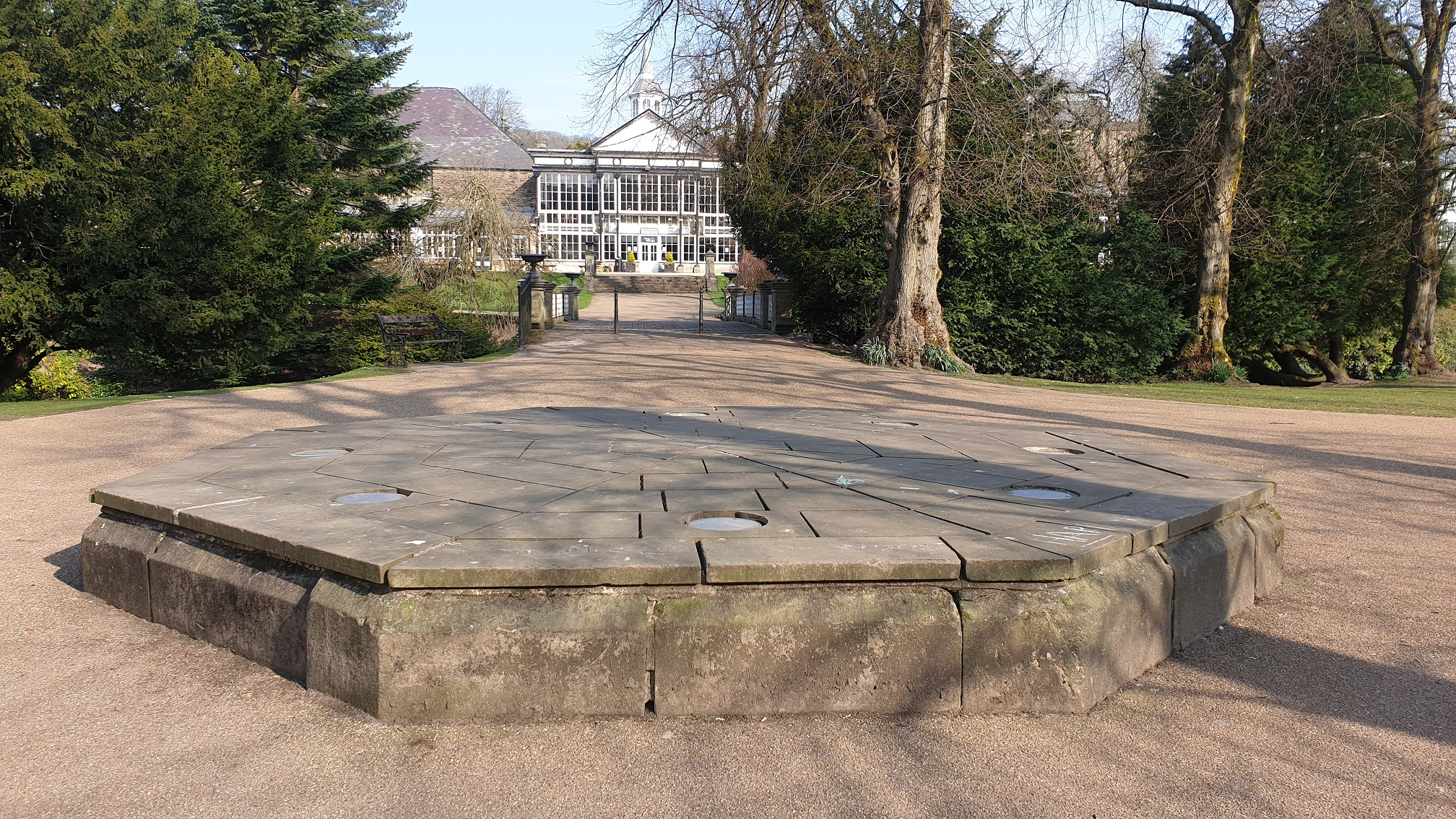
Osmiboká základna Aponina chrámu

Starověký keltský chrám v Bath Gardens v roce 1755 popsali jako osmiúhelníkovou základnu s nápisem, kde rozeznali pravděpodobně slovo „Aeona“. Došli k závěru, že chrám byl zasvěcen buď Eponě (bohyni koní), nebo spíše Aponě (bohyni léčivých vod). Když v roce 1871 Edward Milner zahrady přestavěl, byl dva tisíce let starý chrám zničen a zachovala se pouze základna.

## Lázně

### Lázně římské
Města Aquae Arnemetiae a Aquae Sulis (Bath v hrabství Somerset) byla jedinými římskými lázeňskými městy v Británii. V místě, kde vyvěral teplý pramen, Římané postavili lázně.

### Lázně v novověku
Na konci 17. století lázně díky tomuto prameni provozoval Cornelius White. V roce 1695 objevil starověké hladké kamenné bazény (o délce 20 m a šířce 7 m) a nádrž z olova na dubovém rámu. V roce 1780 byl na tomto místě postaven hotel Crescent; lázně leží pod ním, vedle budovy Přírodních minerálních lázní.

## Pramen
Geotermální pramen stoupá z hloubky asi 1 km pod zemí a denně dodává přibližně milion litrů vody. Minerální voda si uchovává stálou teplotu 27 °C (případně 28 °C). Její rozbor ukázal vysoký obsah hořčíku. Pramen vznikl zhruba před 5 000 lety.

## Vykopávky
Vykopávky v roce 2005 u hlavního pramene odhalily vstupní chodbu a dveře do římských lázní. Během těchto stavebních prací byla také nalezena zeď, pravděpodobně boční stěna palestry. V letech 2009 až 2012 byly nalezeny další podzemní nádrže a velký železný kotel.
Kolem hlavního pramene probíhaly vykopávky v 70. letech 20. století, při nichž bylo objeveno 232 římských mincí z celých tří staletí, po něž římská okupace Británie trvala. Mince tehdy lidé házeli do posvátných vod, aby získali přízeň bohů. V roce 1975 byly u pramene vykopány mince z doby císaře Konstantina. Mince a zlomky bronzových šperků, které byly nalezeny spolu s nimi, vystavuje muzeum v Buxtonu.

### Římská farma
Půl druhého kilometru na jih od města bývala ve Stadenu římská farma. Při vykopávkách v 80. letech 20. století byly nalezeny základy několika budov, žernovy, keramika, kosti zvířat a šperky. Hrnčířské výrobky pocházejí z let 100 až 130 n. l. Statek měl hypocaust, což dokazuje nalezená dlaždice.

### Římský milník

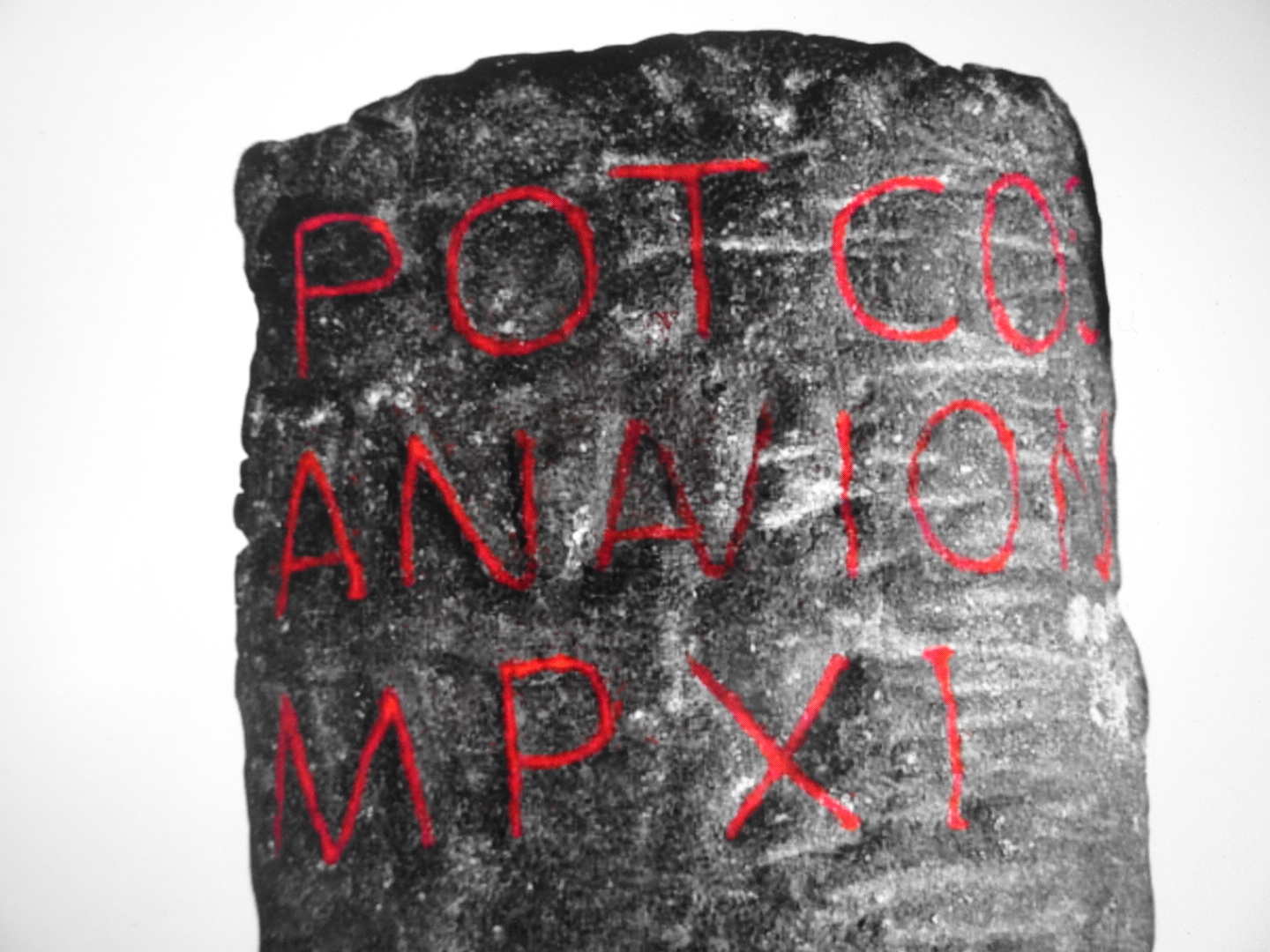
Nápis na římském milníku nalezeném v Silverlands (v Buxtonu)

V roce 1862 byl v Silverlands v Buxtonu objeven římský milník. Je to nejstarší milník s nápisem, který se v hrabství Derbyshire našel. Nápis zní „TRIB POT COS II PPA NAVIONE MP XI“, což znamená „Z moci tribuna, dvakrát konzula, otce této země. Od Navia 11 mil.“ Římská pevnost Navio leží u vesnice Brough. V roce 1903 tam místní archeolog Micah Salt našel různé římské artefakty včetně jedné stříbrné mince, dlaždic, kožených sandálů, skla a mnoha fragmentů jemné samianské keramiky. Nápisy na nádobách ukazují, že byly vyrobeny v letech 60 až 100, a místem jejich vzniku je Verulamium (moderní St Albans). Milník a ostatní římské předměty jsou vystaveny v muzeu v Buxtonu.

### Další nálezy ze starověku
Četné nálezy po Římanech byly objeveny také v roce 1811 na místě buxtonské radnice. V roce 2006 tam našli římské podlahové desky a zdivo.

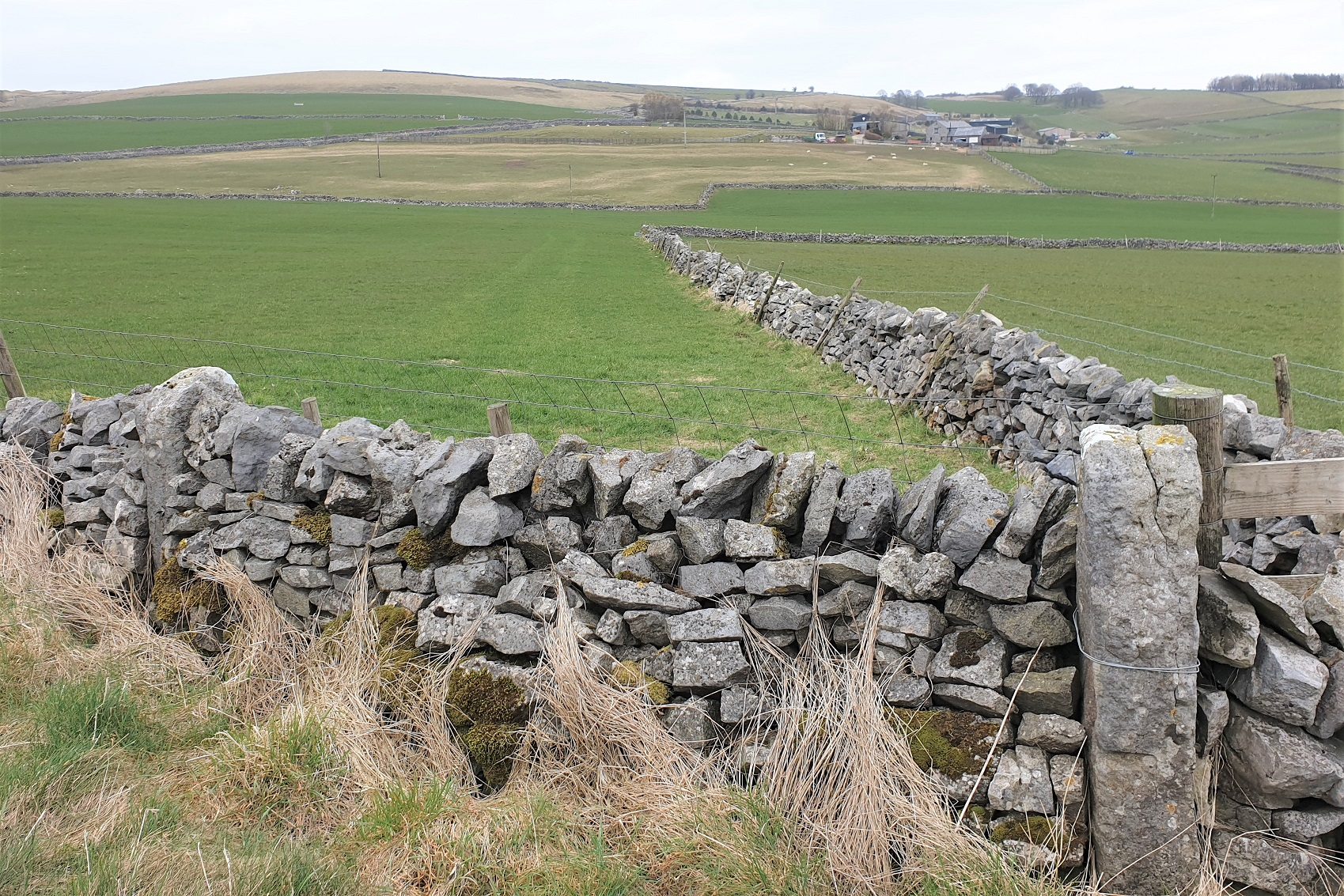
Cesta Batham Gate Road poblíž Peak Forest

Římské mince a římsko-britské bronzové šperky byly také nalezeny v nedalekém Poole's Cavern v roce 1865.

### Silnice
Město Aquae Arnemetiae se nacházelo na křižovatce dvou důležitých římských silnic: Batham Gate a The Street. Batham Gate ve (staré angličtině „cesta do lázeňského města“) je římská cesta z římské pevnosti Templebrough v South Yorkshire kolem římské pevnosti Navio do města Buxtonu.